# Porcellana di Derby

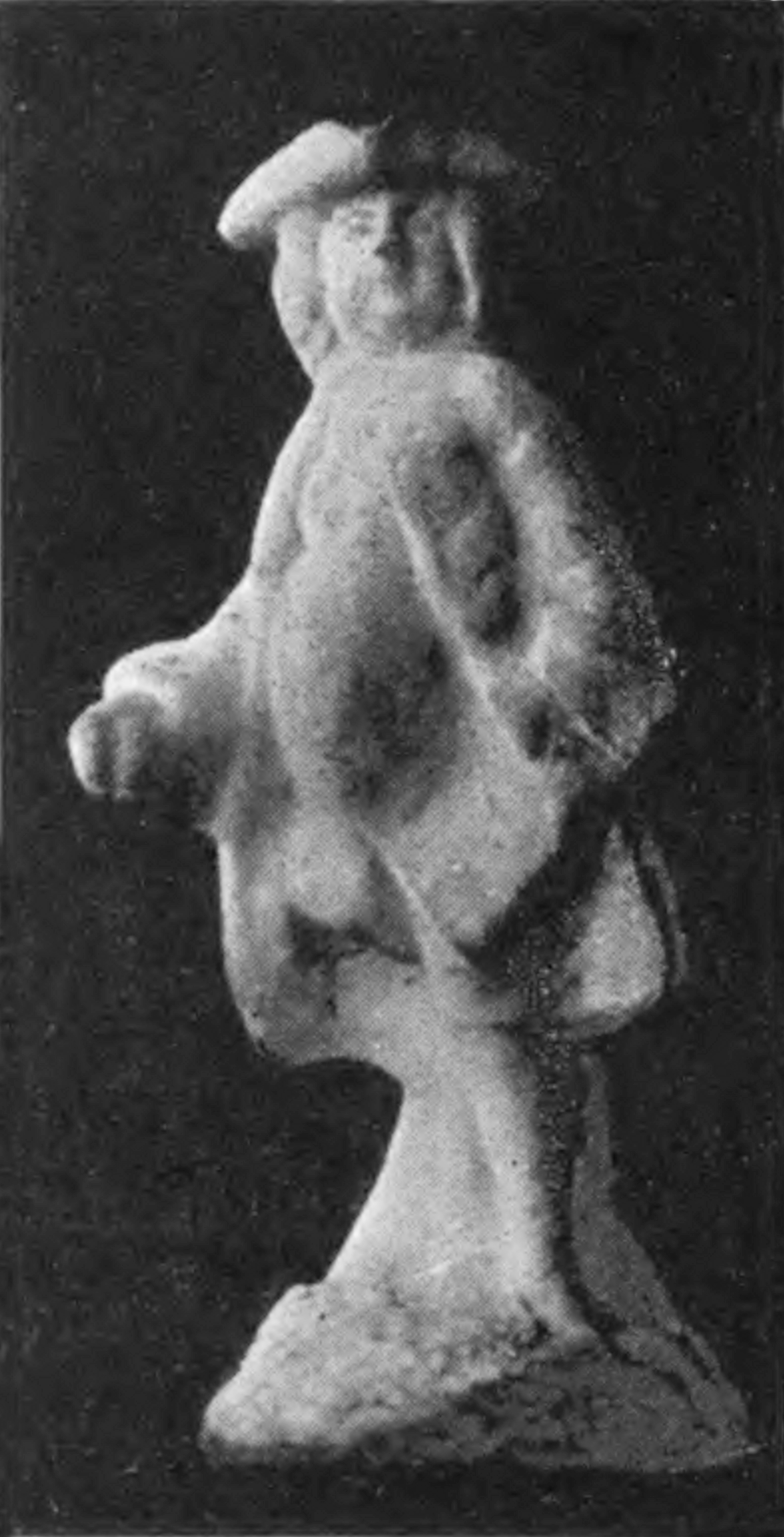
A Figurino in biscuit fatto a Derby poco prima del 1760

La produzione della porcellana di Derby risale alla prima metà del XVIII secolo, anche se la paternità e l'inizio esatto della produzione rimane oggi come oggetto di congetture. I pezzi più antichi rimasti nel tardo XIX secolo portavano solo le parole «Darby» e «Darbishire» e gli anni 1751-1752-1753 come prova del luogo e dell'anno di fabbricazione. Più importante è il fatto che la produzione di porcellana a Derby è anteriore all'avvio delle opere di William Duesbury che iniziarono nel 1756 quando egli si unì ad André Planché e John Heath per creare la fabbrica di Nottingham Road, che più tardi divenne la Royal Crown Derby.
Il principale centro espositivo di questo tipo di porcellana è al Derby Museum and Art Gallery.

## Storia

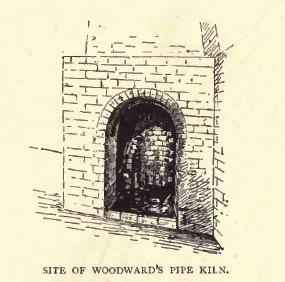
Sito del forno a Woodward dove André Planche cuoceva i suoi figurini d'animali

Dalle note personali di William Duesbury si sa che Derby aveva una solida produzione di porcellana di qualità eccezionale dall'inizio degli anni Cinquanta del Settecento. La prova della qualità del materiale prodotto localmente è dimostrato dal fatto che William Duesbury, smaltatore e pittore poi conosciuto a Londra, pagava molto di più i pezzi prodotti nel Derby che le figurine cotte dalle fabbriche rivali a Bow e Chelsea. Era comune a quel tempo infatti acquistare porcellana bianca smaltata da diversi produttori, e inviarlo a pittori di smalti come Duesbury perché apportassero la rifinitura finale (smaltatura e colore).
La prima menzione a stampa della fabbrica a Derby, tuttavia, risale solo al 1756, quando un annuncio sul “Public Advertiser”, ripubblicato più volte nel corso del mese, esortava i lettori a partecipare a una vendita all'asta a Londra, promossa dalla fabbrica di porcellana di Derby. Curiosamente, non ci sono altri riferimenti a questa presunta «Fabbrica di porcellana di Derby», il che suggerisce che il nome potrebbe essere stato inventato apposta per l'occasione. Anche se può essere vista solo come vanto, la pubblicità chiamava la fabbrica una «seconda Dresda» mostrando la buona qualità dei loro prodotti. Naturalmente tale perfezione rappresentava il culmine di un lungo processo di fabbricazione, e nulla in questo annuncio indicava che il fatturato annuo era il primo della fabbrica, a differenza di quanto accadeva con simili pubblicità da parte dei produttori di Bow e Longton Hall nel 1757.
La porcellana di Planché è spesso citata come precursore della fabbrica di porcellana Derby. Le segnalazioni di uno «straniero in pessime condizioni» che viveva a Lodge Lane e produceva piccole figure di porcellana intorno al 1745 possono riferirsi a Planché; tuttavia, come sottolineato da un ricercatore, nel 1745 Planché aveva solo 17 anni. L'importanza dell'uomo nella costituzione della futura Royal Crown Derby è stata minimizzata da alcuni (come la nipote di William Duesbury, Sarah Duesbury, morta nel 1876), e contestata da altri, che dubitano della sua esistenza. Tuttavia, vi è la prova che Planché è stata davvero una figura storica, anche se certamente non ha insegnato il mestiere della smaltatura a William Duesbury.
Un serio contendente per il titolo di produttore dei pezzi di porcellana nella «seconda Dresda» era la Cockpit Hill Potworks, che doveva essere già in piena attività intorno a 1708 dal momento che esiste un pezzo contenente la scritta “John Meir ha fatto questa coppa 1708”. È noto che la «Pot Works» produceva porcellane come si capisce dall'annuncio di una vendita all'asta tenutasi nel 1780, quando l'azienda fallì. Non viene fatta menzione di figure in smalto, ma è molto probabile che anch'esse fossero prodotte, dal momento che in quel periodo la domanda per questi articoli era elevata; o forse questo ramo del lavorio era stato completamente assimilato dalla fabbrica di Duesbury dalla seconda metà del 1750.

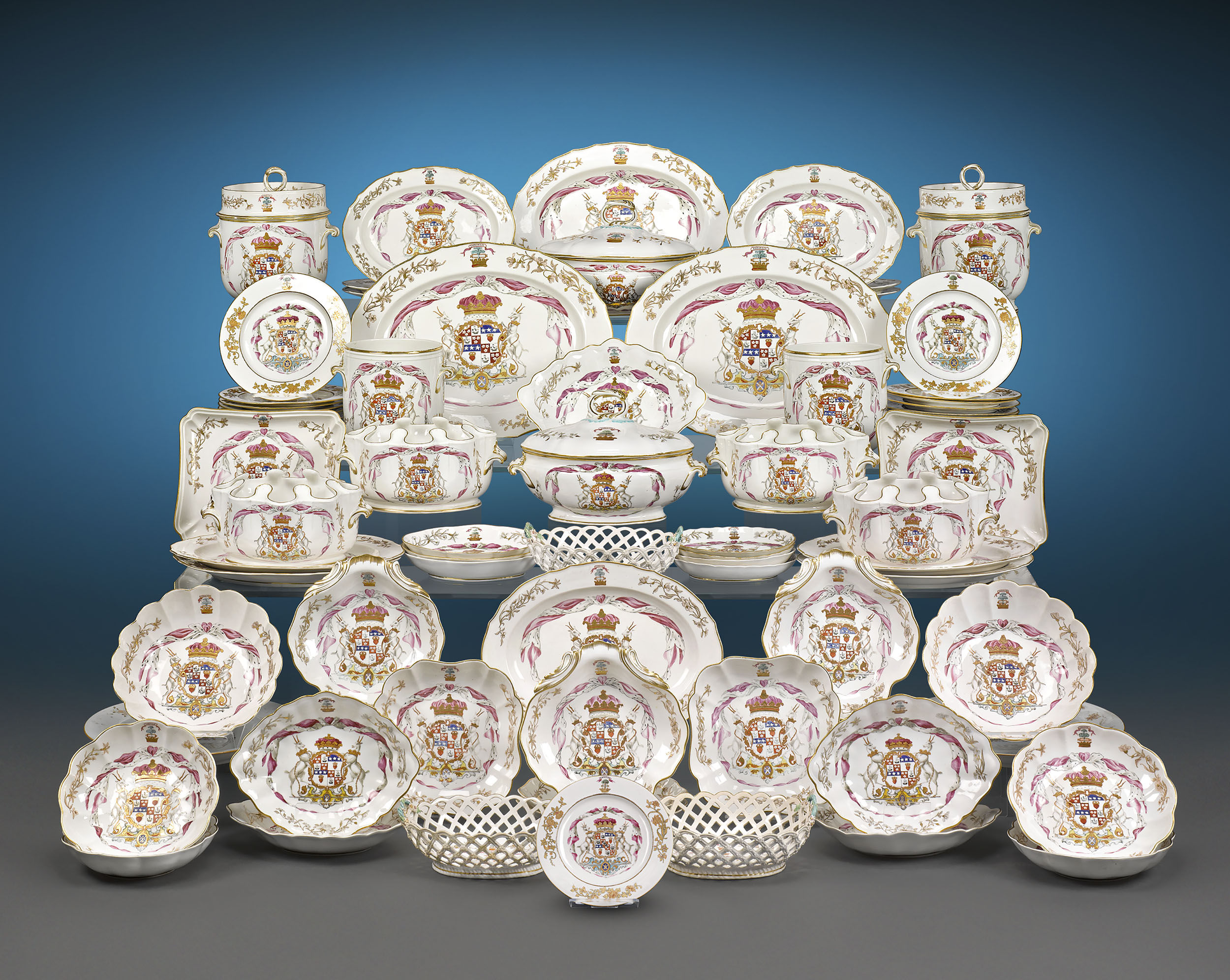
Servizio di porcellana di Derby da 85 pezzi fatto per Douglas Hamilton, VIII duca di Hamilton

A causa di un mandato di arresto redatto nel 1758 contro un certo John Lovegrove, sappiamo che i proprietari della «Cockpit Hill Potworks» erano William Butts, Thomas Rivett e John Heath. Heath era il banchiere che più tardi avrebbe finanziato la costruzione della fabbrica di Nottingham Road, e Rivett era un membro del Parlamento e sindaco di Derby nel 1715 e il 1761: si vede quindi che i soci della Potworks erano gli uomini più ricchi e influenti nella società locale. Tuttavia, la concorrenza con la fabbrica di Nottingham Road sembra sia stata fatale: già nel 1772 la qualità della produzione Potworks era scesa al punto in cui un visitatore la giudicava una “imitazione … che non è al livello di quella originale, la produzione dello Staffordshire.» Nel 1785, la fabbrica chiuse i battenti definitivamente.